# Alejandro Tadeo Ramírez Álvarez
Alejandro Tadeo Ramírez Álvarez (San José a Costa Rica, 21 de juny de 1988), és un jugador d'escacs costa-riqueny. Obtingué el títol de Gran Mestre el 2003, als 15 anys, 5 mesos, i 14 dies d'edat. La cosa el convertí en el primer GM de l'Amèrica Central, i —en aquell moment— en el segon Gran Mestre més jove del món. Des de 2011, juga sota bandera dels Estats Units.
A la llista d'Elo de la FIDE del gener de 2022, hi tenia un Elo de 2573 punts. En feia el jugador número 24 (en actiu) dels Estats Units. El seu màxim Elo va ser de 2601 punts, a la llista de desembre de 2013 (posició 238 al rànquing mundial).

## Biografia
Inspirat per la pel·lícula Searching for Bobby Fischer, (basada en la vida de Bobby Fischer), quan tenia només quatre anys, va decidir dedicar-se als escacs, i va esdevenir Mestre de la FIDE als nou anys, quan guanyà el Campionat Panamericà Sub-10 celebrat a Florianópolis, Brasil, el maig de 1998. Obtingué el títol de Mestre Internacional als 13 anys, en fer una puntuació de 6.5 punts al Torneig Sub-zonal 2.3.5 celebrat a Managua, Nicaragua, el novembre de 2001, i esdevingué finalment Gran Mestre als 15 anys.
Gràcies als seus èxits, no només escaquístics, sinó també acadèmics, va obtenir una beca McDermott a la Universitat de Texas-Dallas (UTD), on actualment cursa el nivell de mestratge en la carrera d'Art i Tecnologia / especialitat Disseny i Programació de Videojocs. És membre del Dallas Chess Club. Quan acabi els estudis, pretén combinar laboralment les seves dues passions: els escacs i els videojocs.

## Resultats destacats en competició

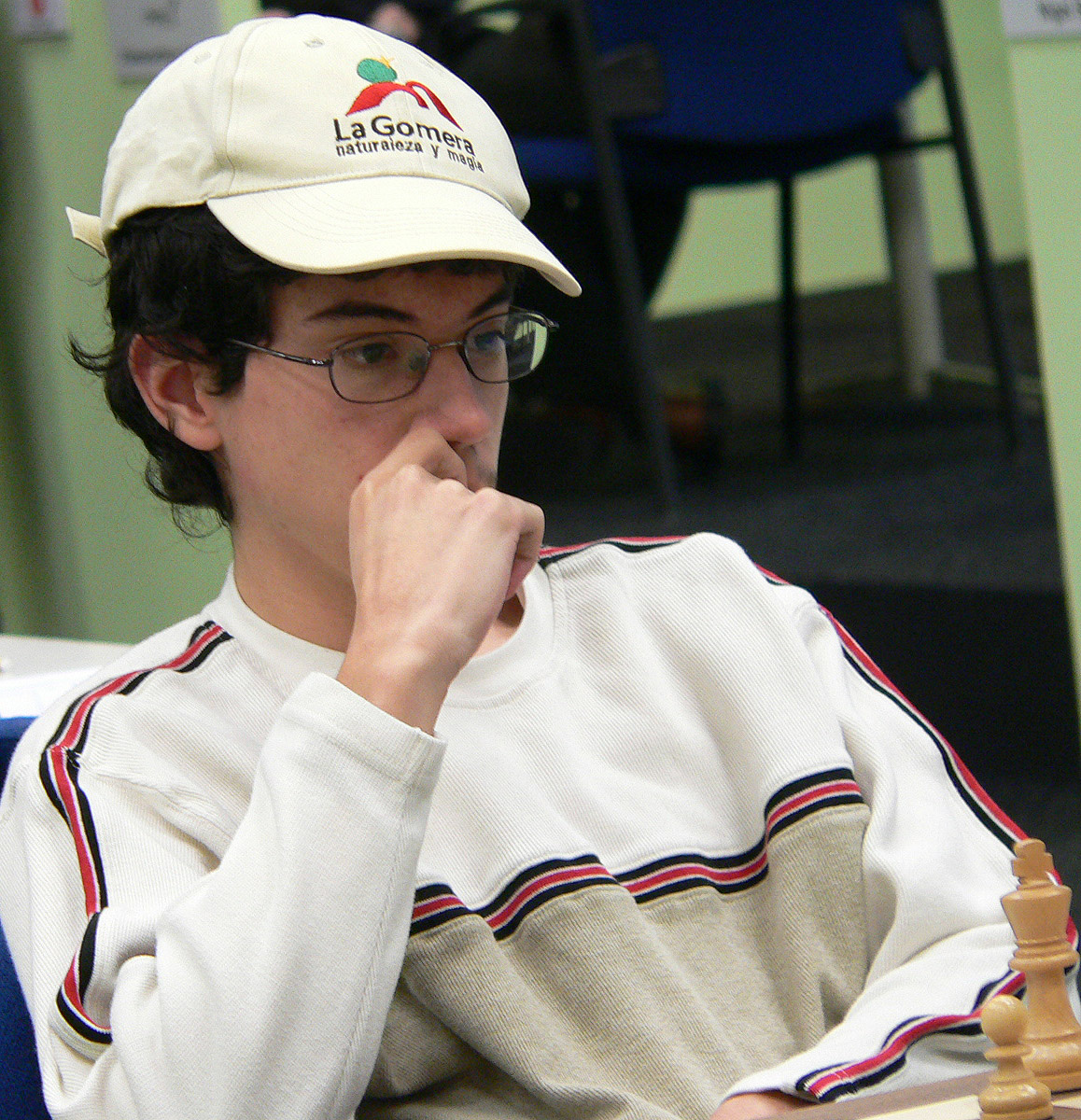
Alejandro Ramírez, el 2005.

El seu nom començà a destacar a nivell mundial per primer cop durant l'Olimpíada de Bled de 2002, quan a l'edat de 13 anys va entaular amb el Súper Gran Mestre rus Aleksandr Morozévitx.
El maig de 2003 obtingué la primera norma de GM, als 14 anys, en fer 7 punts al Torneig Capablanca In Memoriam de L'Havana, Cuba. La segona norma la va obtenir als 15 anys en quedar primer ex aequo (juntament amb el GM Lenier Domínguez) al Torneig Zonal 02/03 celebrat a Guayaquil, Equador, l'agost de 2003, un resultat que a més a més el va classificar per al Campionat del món de 2004, essent així l'únic centreamericà en la història que mai s'ha classificat per a les fases finals d'un campionat del món d'escacs.
La tercera i definitiva norma la va obtenir als 15 anys en fer 7 punts al Torneig Los Inmortales a Santo Domingo, República Dominicana, el novembre de 2003.
El seu títol de Gran Mestre va ser ratificat per FIDE a l'Assemblea de gener de 2005 en haver completat ja les tres normes i tenir més dels 2.500 punts d'Elo FIDE requerit. Així, es va convertir en el primer i únic fins al moment Gran Mestre d'escacs de l'àrea centreamericana.
Va participar en el Campionat del món de 2004 (FIDE), on va ser eliminat en primera ronda pel finalment campió del món Rustam Kassimdjanov.
El maig de 2013 fou subcampió dels Estats Units, superat per desempat per Gata Kamsky.
El juny de 2013 va empatar als llocs 1r a 5è al Las Vegas Chess Festival amb Manuel León Hoyos, Varuzhan Akobian, Jaan Ehlvest, Enrico Sevillano i Wesley So (aquest darrer fou el campió).